# 456 Абноба
456 Абноба (456 Abnoba) — астероїд головного поясу, відкритий 4 червня 1900 року у Гейдельберзі.